# Троицкое (Калининский район)
Троицкое — деревня в Калининском районе Тверской области, входит в состав Бурашевского сельского поселения. 

## География
Деревня расположена на берегу речки Скобра в 23 км на юг от центра поселения села Бурашево и в 32 км на юг от Твери.

## История
В 1820 году в селе была построена каменная Троицкая церковь с 3 престолами, метрические книги с 1780 года.
В конце XIX — начале XX века село входило в состав Ильинской волости Тверского уезда Тверской губернии. 
С 1929 года деревня являлась центром Троицкого сельсовета Тургиновского района Тверского округа Московской области, с 1935 года — в составе Ильинского сельсовета Калининской области, с 1963 года — в составе Калининского района, с 2005 года — в составе Бурашевского сельского поселения.

## Население
| 1859 | 1886 | 2002 | 2010 |
| ---- | ---- | ---- | ---- |
| 31   | ↗78  | ↘9   | ↘1   |